# Heinrich Bullinger
Heinrich Bullinger (18 de julho de 1504 — 17 de setembro de 1575) foi um teólogo e reformador prostestante suíço, o sucessor de Ulrico Zuínglio como chefe da igreja e pastor em Zurique. Por ser uma figura muito menos controversa do que João Calvino ou Martinho Lutero, a sua importância tem sido desde muito subestimada. Uma pesquisa recente mostrou, porém, que ele foi um dos mais influentes teólogos da Reforma Protestante no século XVI[carece de fontes?].
Bullinger foi um defensor da doutrina calvinista da predestinação e escreveu vários tratados sobre o assunto, incluindo "Decadência dos Doze Artigos" e "Oração Cristã". Ele também foi um defensor da unidade entre os protestantes e trabalhou para promover a cooperação entre as diferentes denominações protestantes.
Também foi um defensor da educação e estabeleceu escolas para crianças e jovens na Suíça. também escreveu uma série de livros de catecismo, incluindo "The Decades of Heinrich Bullinger", que foram amplamente utilizados na educação religiosa na Europa protestante.
Ele também foi um defensor da liberdade religiosa e se opôs à perseguição de minorias religiosas. Ele escreveu vários tratados sobre tolerância religiosa, incluindo "A Epístola sobre a Tolerância", que defendia a liberdade de consciência e a necessidade de tolerar as diferenças religiosas. Foi ministro da Igreja de Zurique, onde serviu por mais de 50 anos.